# 捷連庫利湖 (切巴爾庫爾區)
55°00′58″N 60°18′14″E / 55.016164°N 60.303991°E
捷連庫利湖（俄语：Теренкуль），是俄羅斯的湖泊，位於該國西南部，由車里雅賓斯克州負責管轄，處於切巴爾庫爾區，面積0.92平方公里，最大水深19米。